# 602 Marianna
A 602 Marianna egy a Naprendszer kisbolygói közül, amit Joel Hastings Metcalf fedezett fel 1906. február 16-án.